# NGC 6710
NGC 6710 (другие обозначения — PGC 62482, UGC 11364, MCG 4-44-19, ZWG 143.27) — галактика в созвездии Лира.
Этот объект входит в число перечисленных в оригинальной редакции «Нового общего каталога».